# Een weeffout in onze sterren
Een weeffout in onze sterren (originele titel: The Fault in Our Stars) is het zesde boek van de Amerikaanse auteur John Green en zijn vijfde roman.
Het boek verscheen in januari 2012. Later dat jaar verscheen ook de Nederlandse vertaling van Nan Lenders. In 2014 kwam er een verfilming van het boek uit. Het boek wordt verteld door de zestienjarige kankerpatiënt Hazel, die van haar ouders een kankersupportgroep moet bijwonen. Daar ontmoet ze de zeventienjarige Augustus Waters, een oud-kankerpatiënt. Ze wordt verliefd op hem.

## Personages
- Hazel Grace Lancaster: hoofdrolspeelster en vertelster, meisje met schildklierkanker die is uitgezaaid naar haar longen
- Augustus Waters: jongen die botkanker heeft gehad, Hazels (latere) vriendje
- Isaac: Augustus' en Hazels blinde vriend (door een tumor in zijn ogen)
- Mrs. Lancaster: Hazels moeder
- Mr. Lancaster: Hazels vader
- Patrick: leider van de praatgroep
- Lidewij Vliegenthart: Peter van Houtens secretaresse
- Peter van Houten: schrijver van Een vorstelijke beproeving, Hazel en Augustus bezoeken hem in Amsterdam
- Mrs. Waters: Augustus' moeder
- Mr. Waters: Augustus' vader
- Monica: Isaacs ex-vriendin

## Verhaal
Het verhaal speelt zich af in Indianapolis, waar de 16-jarige Hazel Grace Lancaster met grote tegenzin een praatgroep van kankerpatiënten moet bijwonen. Hazel heeft schildklierkanker die is uitgezaaid naar haar longen. Daarom gebruikt ze een draagbare zuurstoftank om te kunnen ademhalen via een sonde in haar neus. In een van de sessies ontmoet ze Augustus Waters. Hij is naar de sessie gekomen om hun wederzijdse vriend Isaac te steunen. Na deze sessie spreken ze af. Ze bespreken hun ervaringen met kanker. Augustus had botkanker maar is kankervrij sinds zijn been is geamputeerd. Ze besluiten elkaars favoriete boek te lezen. Augustus leest Hazels favoriete boek Een vorstelijke beproeving, geschreven door de Nederlandse schrijver Peter van Houten. Hazel leest op haar beurt een boek dat over zombies gaat.
Hazel en Augustus bediscussiëren hoe frustrerend het is dat het boek eindigt in het midden van een zin, waardoor de lezers niet weten hoe het afloopt met de hoofdpersonages. Een week hierna zegt Augustus dat hij Peter van Houtens secretaresse Lidewij heeft gevonden en dat hij via haar een e-mailcorrespondentie is begonnen met de teruggetrokken auteur. Hazel stuurt Van Houten een lijst met vragen, maar zijn antwoord is dat hij ze alleen onder vier ogen kan bespreken als ze een keer naar Amsterdam komt, omdat Hazel elk geschreven antwoord op de e-mail kan publiceren.
Kort hierna onthult Augustus dat een goededoelenstichting zijn wens zal vervullen om samen met Hazel naar Amsterdam te kunnen gaan. Op dit moment realiseert Hazel zich dat ze hem pijn zal doen wanneer ze komt te overlijden. Ze vergelijkt zichzelf met een granaat, ze zegt dat ze op een dag zal ontploffen en al wie haar dierbaar is zal kapotmaken.
Vlak voor de reis vullen Hazels longen zich met vocht en moet ze naar de intensive care. Ze mag echter toch nog naar Amsterdam, omdat haar dokter zegt dat ze haar leven tot het uiterste moet leven. Haar moeder gaat na enig gezeur van Hazel mee.
Hier aangekomen spreken ze af met Van Houten. Ze komen erachter dat hij geen geweldige schrijver maar een dronkaard is, die zegt dat hij hen het einde niet kan vertellen. Hazel wordt razend en scheldt Van Houten uit voor nutteloze schrijver, waarna ze in tranen vertrekt. Hierna gaan ze samen met Lidewij naar het Achterhuis van Anne Frank en geven zij en Augustus elkaar een romantische kus. Daarna keren ze terug en gaan ze voor de eerste keer met elkaar naar bed.
De volgende dag bekent Augustus dat hij, terwijl zij op de intensivecareafdeling lag, een lichaamsscan heeft ondergaan waaruit gebleken is dat zijn kanker is uitgezaaid. Hij vergelijkt zichzelf met een kerstboom omdat hij als kerstverlichting oplichtte in de scanner. Ze gaan terug naar Indianapolis en Hazel beseft dat Augustus nu de granaat is. Wanneer zijn toestand verslechtert, wordt hij steeds minder de charmante en zelfverzekerde persoon die hij was. Hij wordt kwetsbaar en bang, maar voor Hazel is hij nog steeds een prachtige jongen. Augustus’ toestand verslechtert steeds sneller. In zijn laatste dagen regelt Augustus een voorbegrafenis voor zichzelf, en Isaac en Hazel houden een lofrede. Augustus sterft acht dagen later. Hazel is geschokt wanneer ze Van Houten op Augustus' begrafenis ziet. Augustus had hem verteld te komen om Hazel de afloop van Een vorstelijke beproeving te vertellen, maar Hazel is niet geïnteresseerd.
Een paar dagen later vertelt Isaac aan Hazel dat Augustus iets voor haar aan het schrijven was. Ze zoekt naar de bladzijden, maar ze kan ze niet vinden. Uiteindelijk komt Hazel erachter dat Augustus de bladzijden naar Van Houten heeft gestuurd om met zijn hulp een goede lofrede voor Hazel te kunnen schrijven. Lidewij stuurt de bladzijden naar Hazel. In de rede schrijft Augustus dat gekwetst worden onvermijdelijk is, maar dat we ervoor kunnen kiezen wie ons pijn doet, en dat hij blij is met zijn keuze. Hij hoopt dat zij ook blij is met haar keuze. In de brief vertelt Augustus ook over zijn liefde voor Hazel. De laatste woorden in het boek worden gesproken door Hazel, die dit beaamt.